# غاز هاوایی
غاز هاوایی (نام علمی: Branta sandvicensis) نام یک گونه از سرده غازهای سیاه است.
این غاز که به نام محلی نی‌نه (nēnē) نیز شناخته می‌شود، گونه‌ای از پرندگان بومی جزایر هاوایی و پرندهٔ رسمی ایالت هاوایی است. نی‌نه به‌صورت طبیعی منحصراً در جزایر اوآهو: مائوئی، کائوآئی مولوکای و هاوایی یافت می‌شود.
نام محلی نی‌نه nēnē از صدای نرم و آرام این پرنده برگرفته شده‌است.
نام علمی سندویسیس (sandvicensis) نیز به نام پیشین جزایر هاوایی که جزایر ساندویچ بوده، اشاره دارد.

## نگارخانه

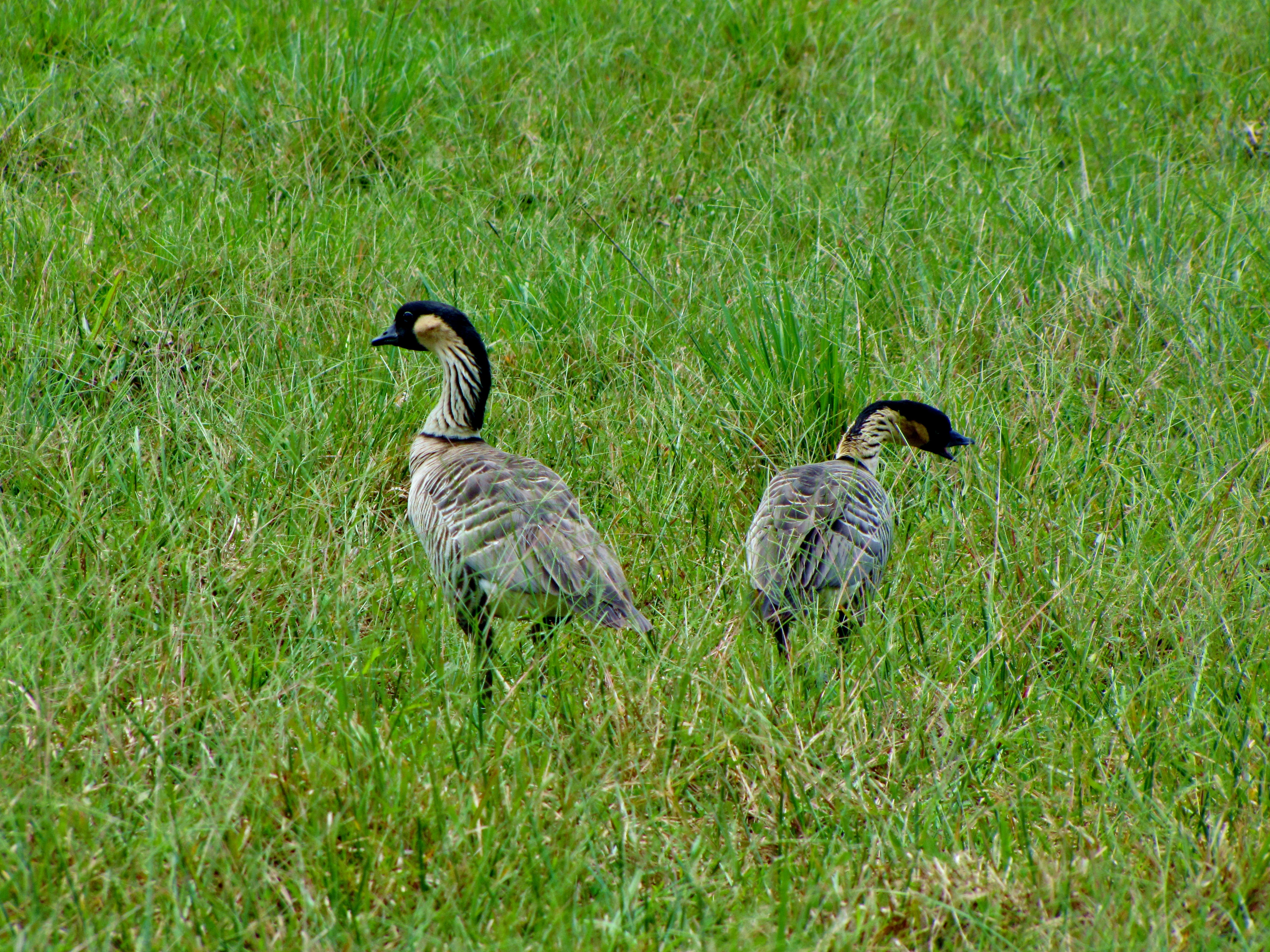
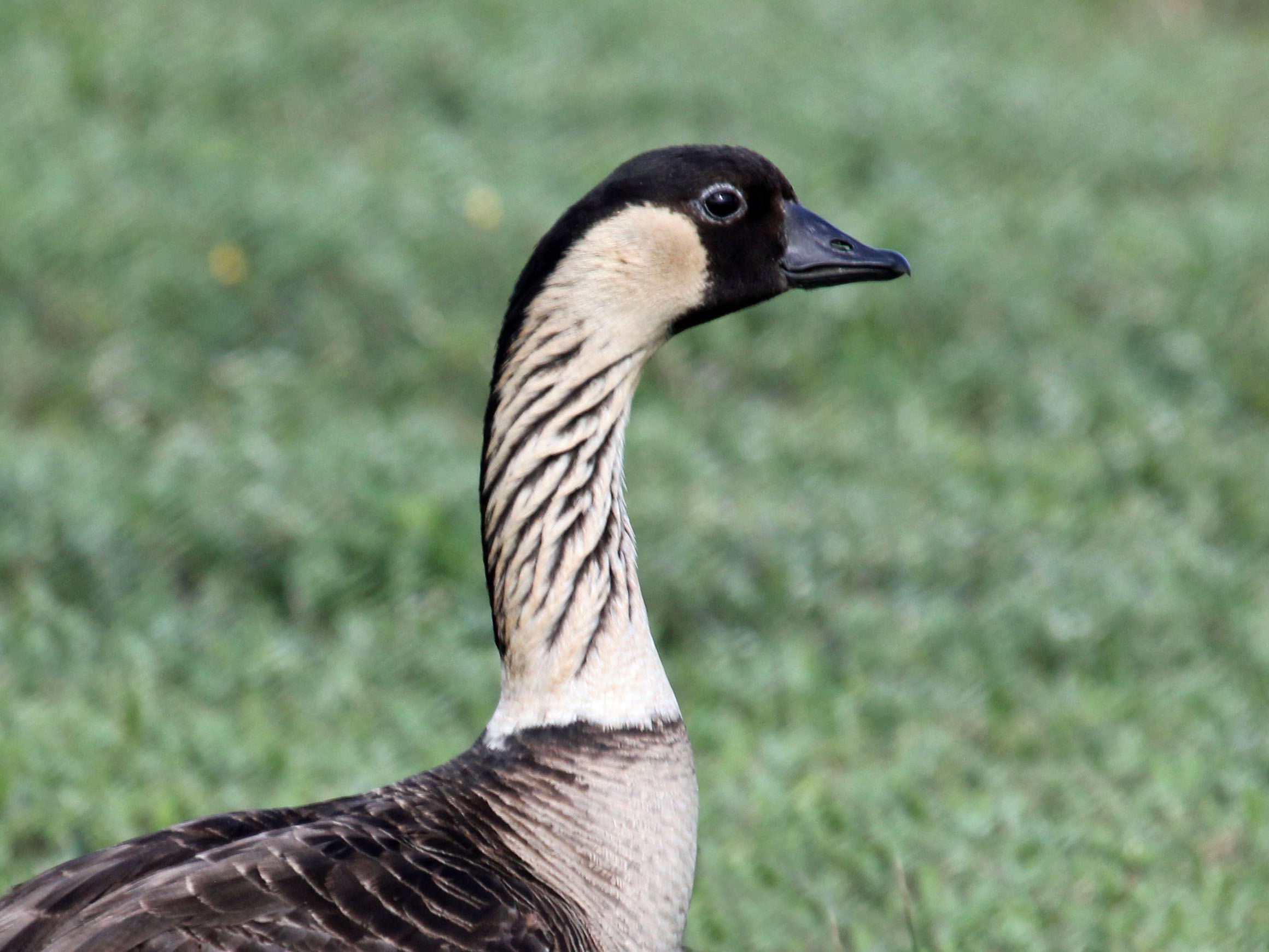
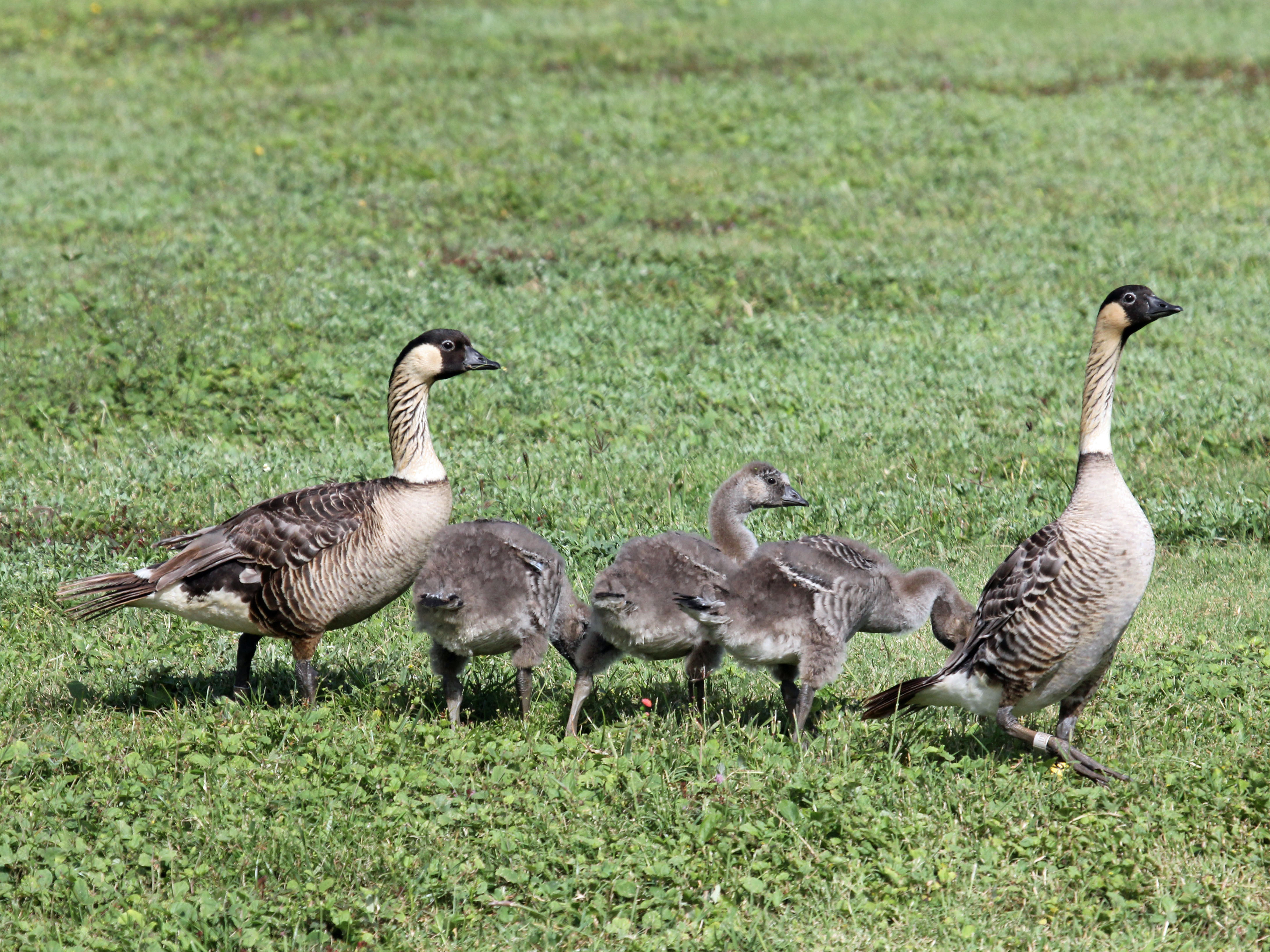
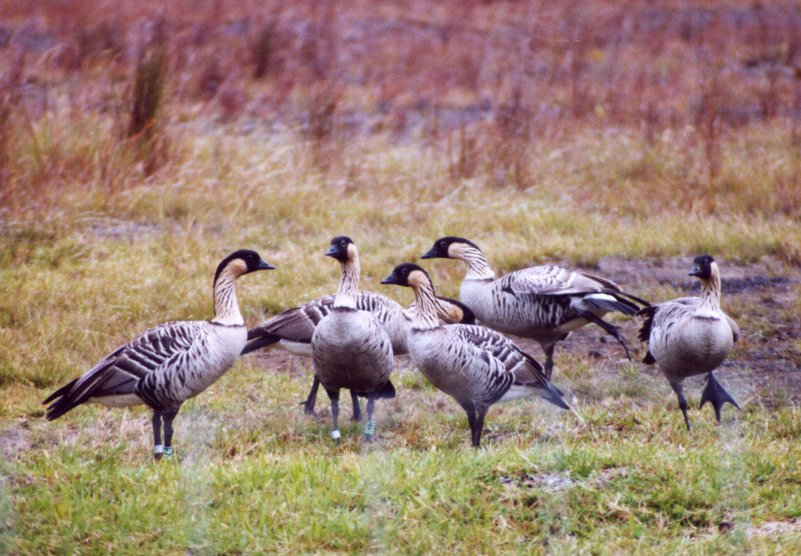
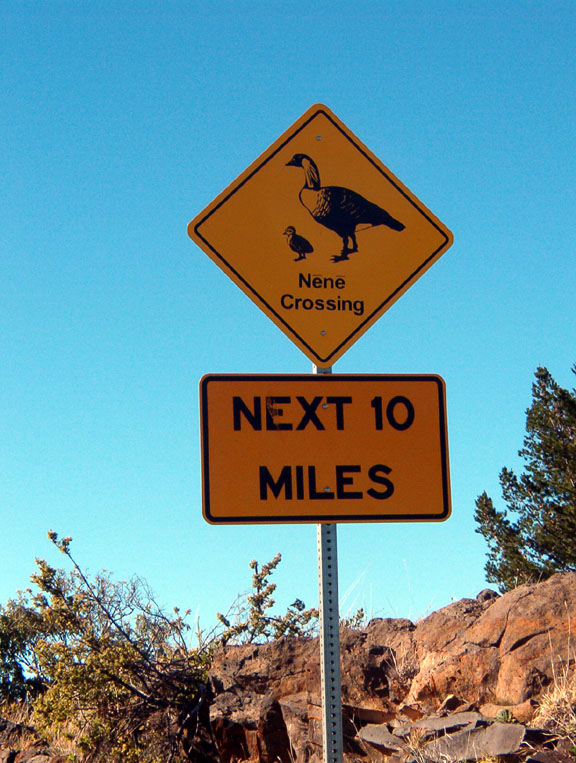
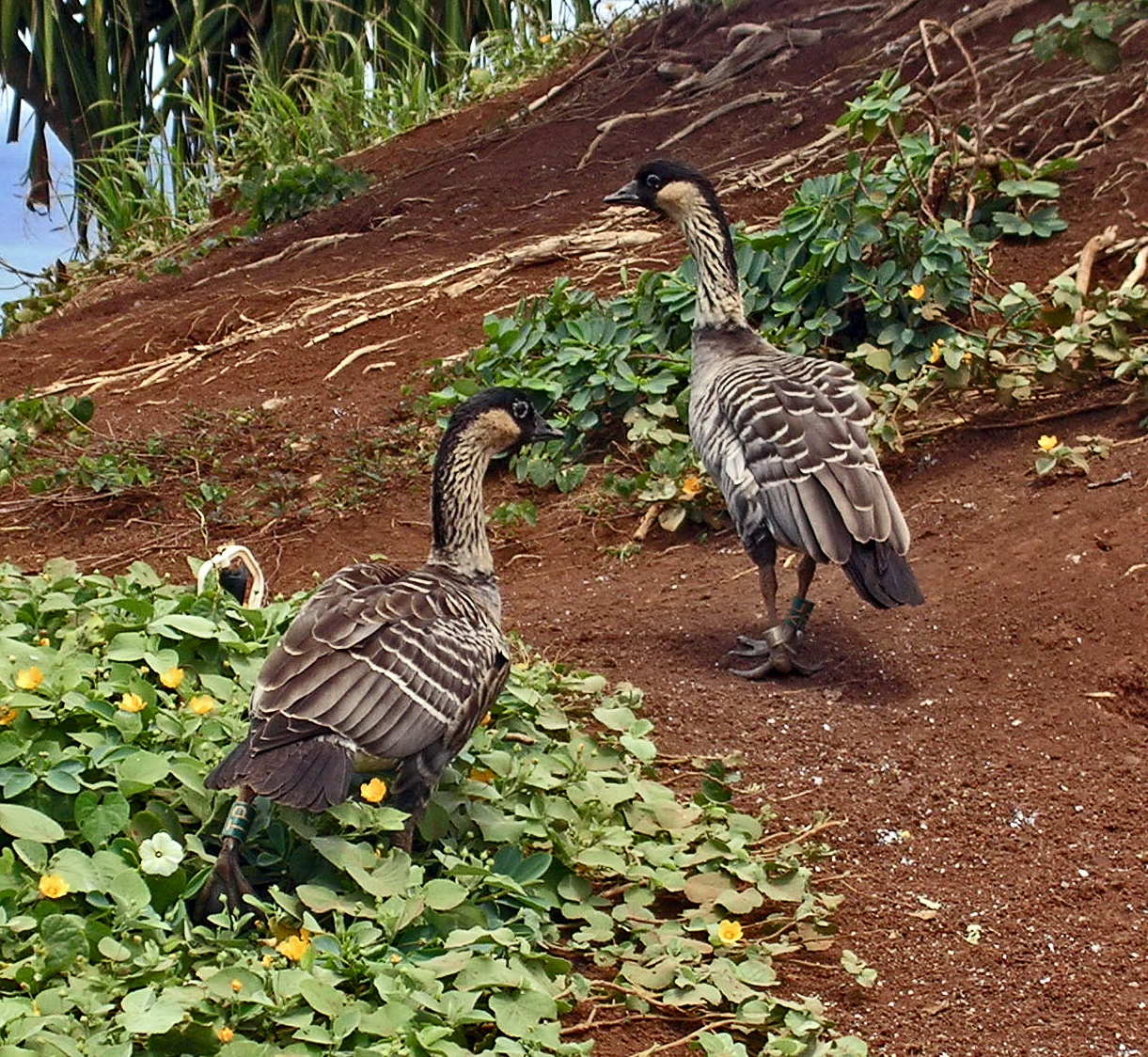
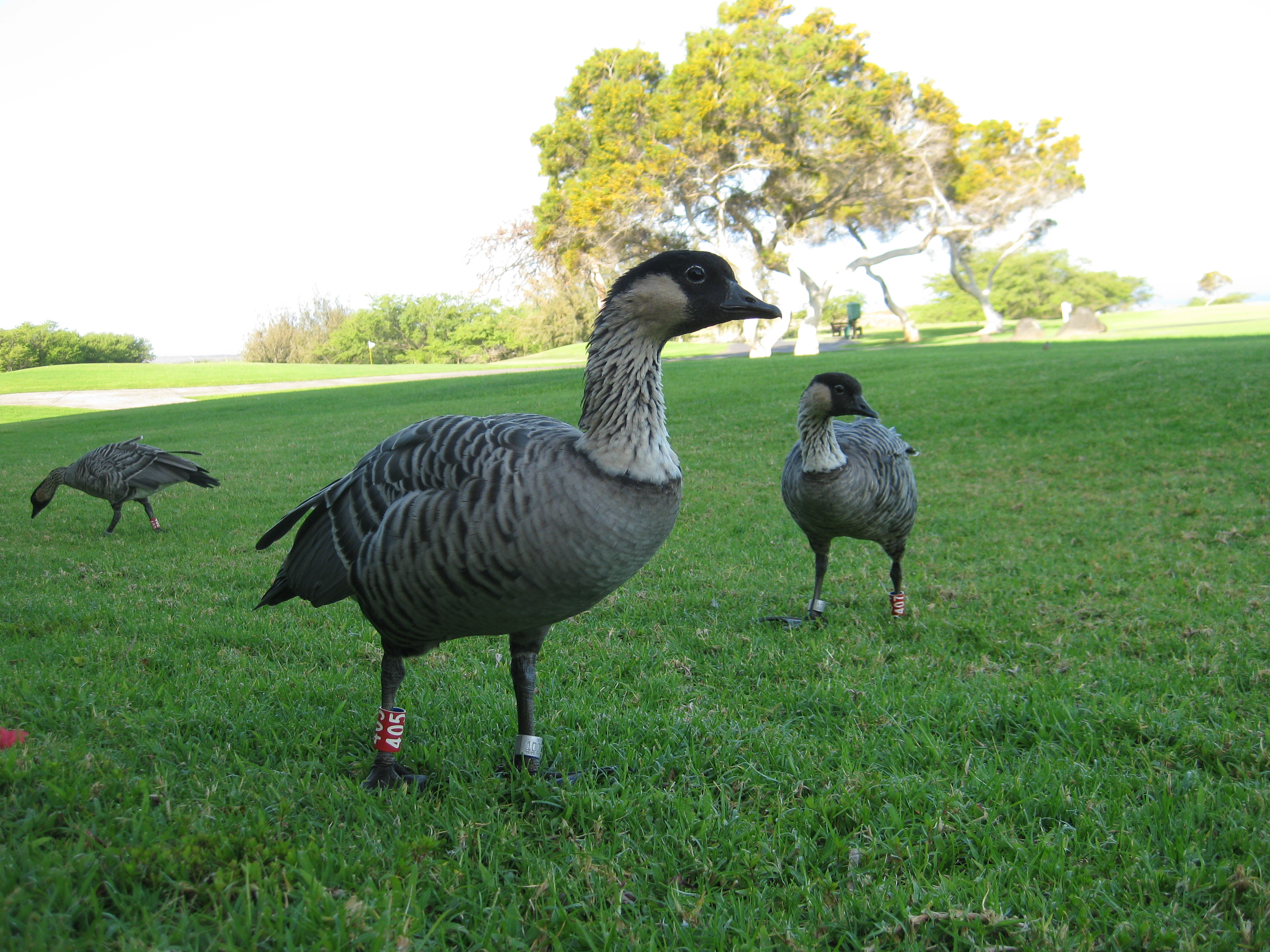
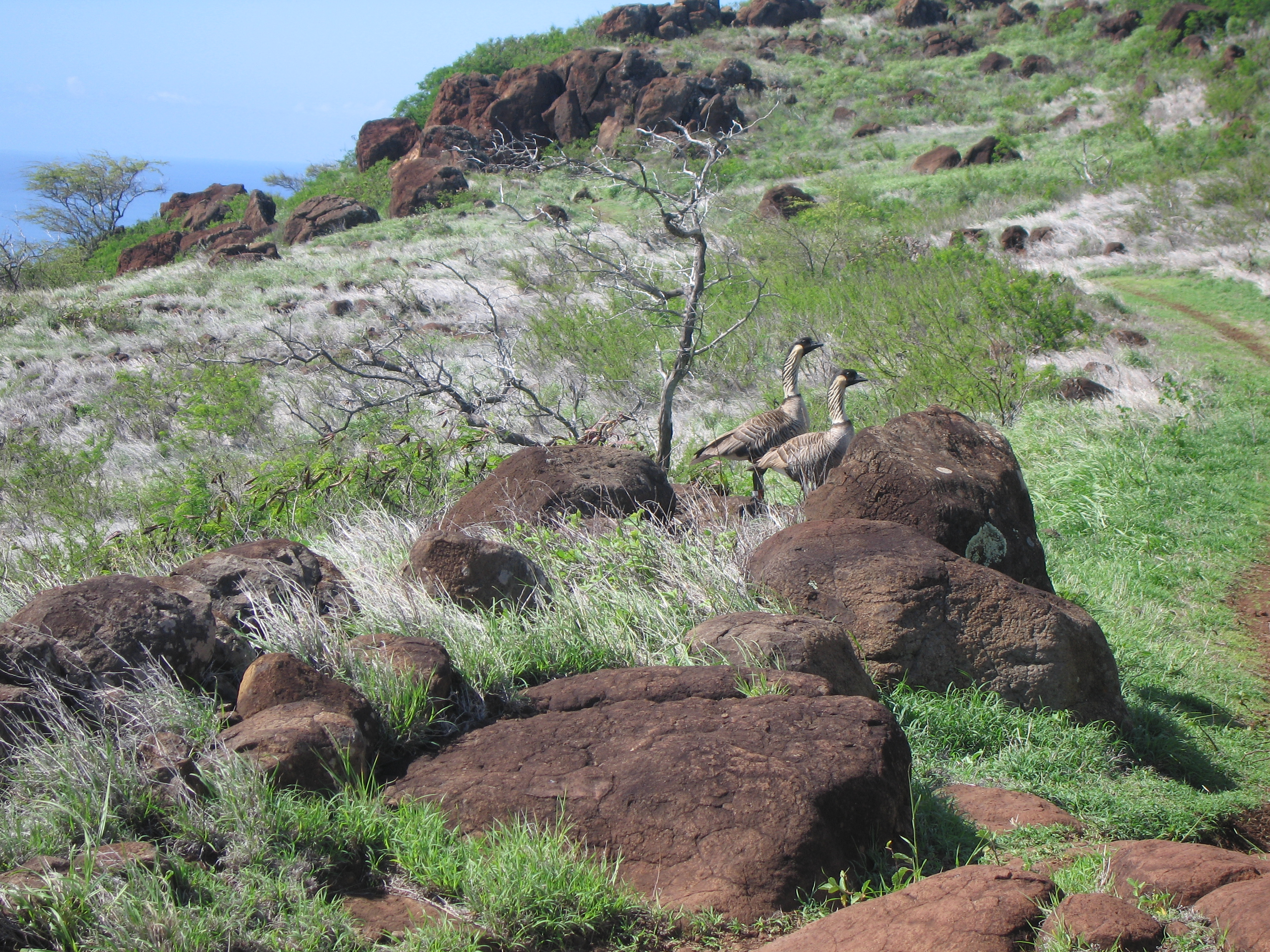
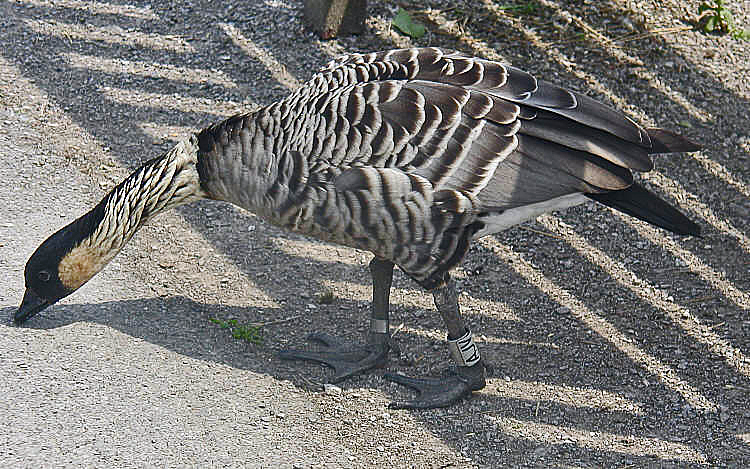
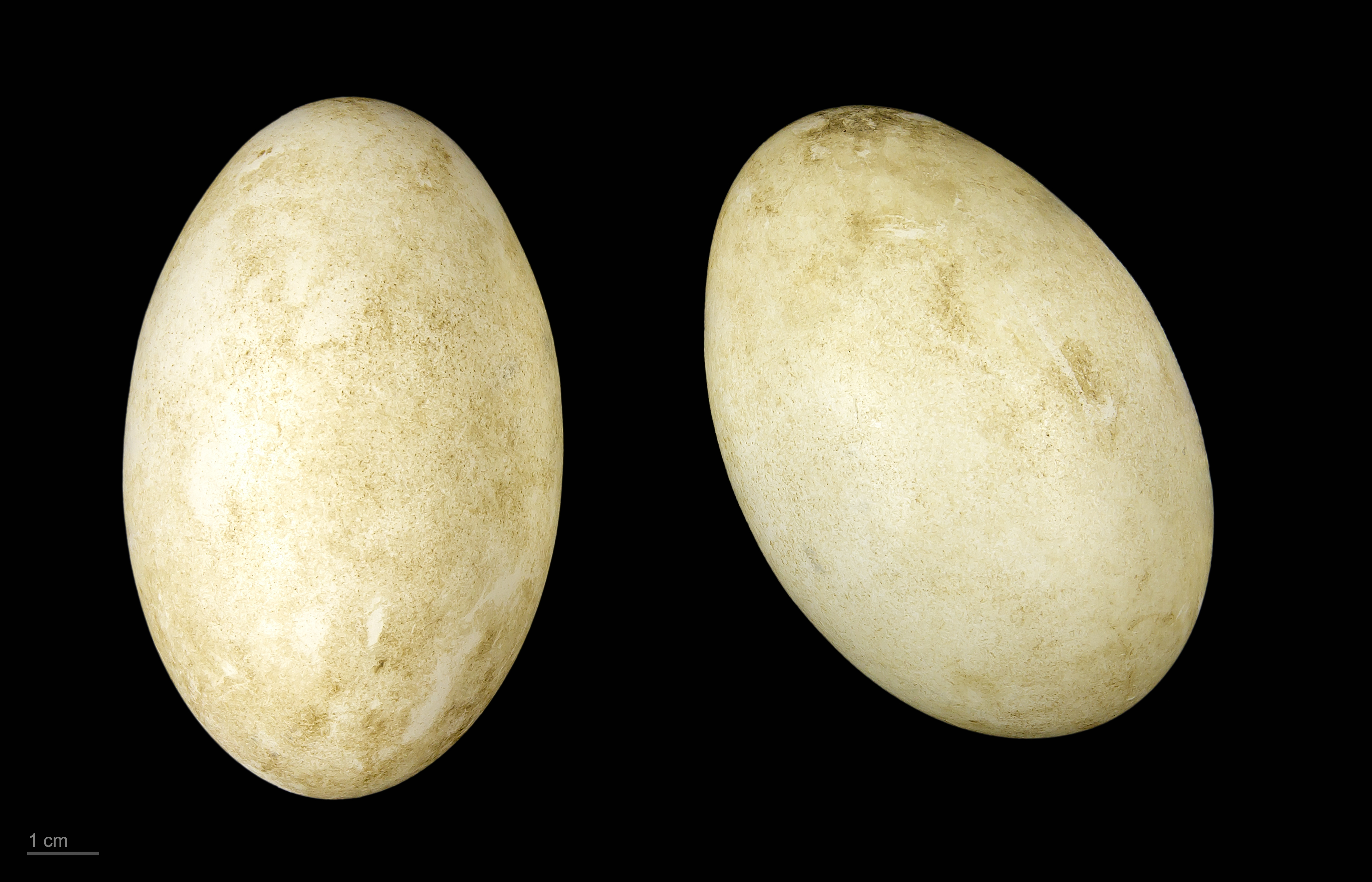
Museum specimen